# Trahan
Trahan is een bestuurslaag in het regentschap Rembang van de provincie Midden-Java, Indonesië. Trahan telt 2166 inwoners (volkstelling 2010).